# Groningsch-Drentsche Spoorwegmaatschappij Stadskanaal-Ter Apel-Rijksgrens

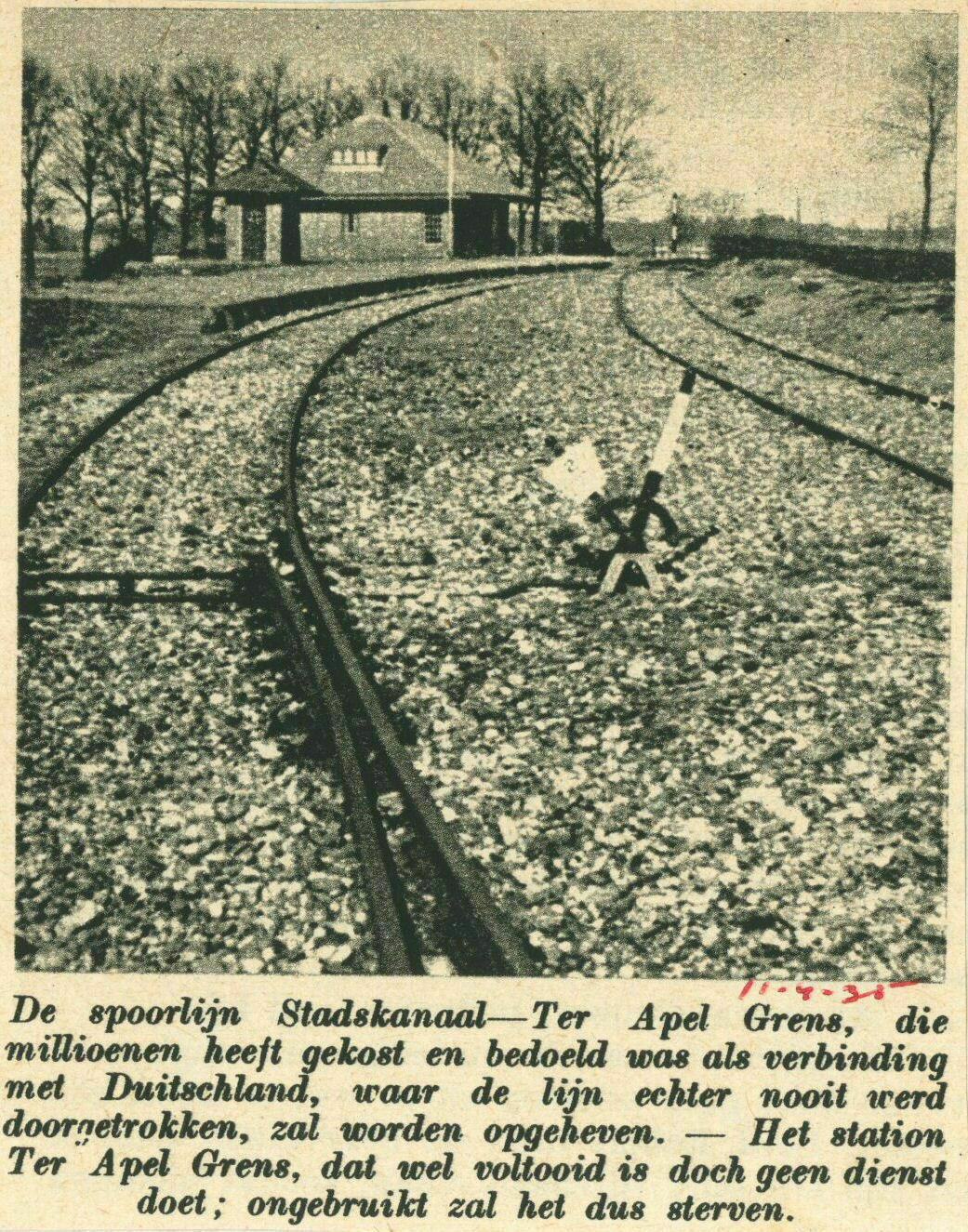
Gezicht op het emplacement van het NS-station Ter Apel Rijksgrens te Barnflair. Op de achtergrond het stationsgebouw.

De Groningsch-Drentsche Spoorwegmaatschappij Stadskanaal-Ter Apel-Rijksgrens (S.T.A.R.) is een voormalige spoorwegmaatschappij die in de jaren twintig van de twintigste eeuw een spoorlijn van Stadskanaal naar Ter Apel heeft aangelegd. De exploitatie werd uitegevoerd door de Staatsspoorwegen. In de jaren dertig werd het personenvervoer alweer gestaakt en in 1990 kwam ook een einde aan het goederenvervoer. Een gedeelte van de lijn wordt sinds 1994 als museumspoorlijn gebruikt door Stichting Stadskanaal Rail, met dezelfde afkorting (S.T.A.R.).

## Geschiedenis
In 1904 werd een vergadering belegd door de 'Landbouwvereniging' met als onderwerp aanleg van een spoorweg van Stadskanaal naar Ter Apel. Al snel werd een commissie in het leven geroepen met de naam Stadskanaal-Ter Apel-Rijksgrens. Bedoeling was dat de S.T.A.R. aansluiting zou krijgen op het Duitse spoorwegnet. Plannen voor een nieuw aan te leggen vollspurige Eisenbahn via Rütenbrock, Wesuwe en Groß Fullen lagen al klaar. In november van 1910 kreeg de "Kreis Meppen" toestemming van de Pruisische regering om te beginnen met de eerste voorbereidingen. Vanwege de Eerste Wereldoorlog werd de aanvraag voor een concessie op de lange baan geschoven. In Nederland ging men ervan uit dat deze wel gehonoreerd zou worden en dus werd in het jaar (1914) een naamloze vennootschap opgericht met dezelfde naam als de commissie.
In 1915 liet de S.T.A.R. land onteigenen en kocht ze percelen voor de aanleg van de spoordijk. Pas vijf jaar later werd begonnen met de aanleg van het spoor. De verbinding met Duitsland kwam nooit van de grond aangezien de economische situatie in Duitsland sterk achteruit was gegaan. Toen de lijn in 1924 in dienst werd genomen reed de trein wel door tot de rijksgrens, maar ging van daar terug naar Ter Apel. In 1926 is het reizigersvervoer op dit gedeelte alweer opgeheven. Het is met twee jaar de kortst in gebruik geweest zijnde spoorlijn van Nederland. In 1934 stopte de S.T.A.R. met het goederenvervoer en een jaar later werd de hele lijn gestaakt. Op 11 augustus 1941 werd het personenvervoer op de lijn hervat, maar door schaarste aan brandstoffen niet voor lang. Tijdens de oorlog werd het spoor aanzienlijk beschadigd door geallieerde luchtaanvallen.
Na de oorlog kwam het goederenvervoer weer op gang. De S.T.A.R. raakte echter in de schulden en in 1959 werd ze overgenomen door de Nederlandse Spoorwegen. Op 28 mei 1972 werd de lijn Musselkanaal – Ter Apel gesloten en in 1990 reed de laatste goederentrein tussen Stadskanaal en Musselkanaal. In 1978 werd de spoorlijn tussen Stopplaats Zandberg en Station Ter Apel opgebroken.

## Latere jaren
De lijn tussen Stadskanaal en Musselkanaal ligt er nog steeds. Vanaf Musselkanaal naar Ter Apel herinneren onder andere een spoordijk en de overblijfselen van een spoorbrug ons aan het verleden van de S.T.A.R. Het enige stationsgebouw dat nog bestaat is dat van Zandberg. De overige stationsgebouwen zijn alle in de jaren 80 afgebroken. In Ter Apel staan verder nog een brugwachterswoning (net als bij de Tweede Exloërmond) en een bijgebouw van het station.
In 1992 werd de Stichting Stadskanaal Rail (ook dus weer afgekort tot S.T.A.R.) opgericht, met als doel het behoud van de spoorlijn wegens de historische waarde. Sinds 1994 rijden er weer historische stoomtreinen tussen Stadskanaal en Musselkanaal.